# تشاك كورتني
تشاك كورتني (بالإنجليزية: Chuck Courtney)‏ هو ممثل أمريكي، ولد في 23 يوليو 1930 بلوس أنجلوس في الولايات المتحدة، وتوفي في 19 يناير 2000 في الولايات المتحدة.

## أعمال

### أفلام
- (1960) سبارتاكوس[4][5]

## وصلات خارجية
- تشاك كورتني على موقع IMDb (الإنجليزية)
- تشاك كورتني على موقع أول موفي (الإنجليزية)
- تشاك كورتني على موقع قاعدة بيانات الأفلام السويدية (السويدية)
- تشاك كورتني على موقع قاعدة بيانات الفيلم (الإنجليزية)
- تشاك كورتني على موقع كينوبويسك (الروسية)